# Europsko prvenstvo u košarci – Španjolska 1973.
Europsko prvenstvo u košarci 1973. godine održalo se u Španjolskoj od 27. rujna do 6. listopada 1973. godine.
Hrvatski igrači koji su igrali za reprezentaciju Jugoslavije: Krešimir Ćosić, Nikola Plećaš, Vinko Jelovac, Željko Jerkov, Rato Tvrdić i Damir Šolman. Vodio ih je hrvatski trener Mirko Novosel.